# Rădești
Rădești es una comuna ubicada en el distrito de Galați, Rumania.

## Superficie
Posee una superficie de 39,30 kilómetros cuadrados.

## Demografía
Hasta 2021 la población era de 1400 habitantes, con una densidad de población de 35,62 habitantes por kilómetro cuadrado.